# 恩尼奧·安東內利
恩尼奧·安東內利（義大利語：Ennio Antonelli；1936年11月18日—）是意大利籍天主教司鐸級樞機及宗座家庭理事會榮休主席。

## 生平
恩尼奧生於1926年11月18日，意大利中部翁布里亞大區佩魯賈省的城市托迪。他在阿西西的神學院學習和在宗座拉特朗大學獲得了神學。後來，他在佩魯賈大學獲得了西洋古典學博士學位。他於1960年4月2日，在奧爾維耶托-托迪教區晉鐸。
1982年8月29日晉牧，並獲教宗若望保祿二世任命為古比奧教區主教。1988年改任佩魯賈-皮耶韋城總教區總主教。2001年3月21日，被任命為佛羅倫薩總教區正權總主教。
2003年10月21日，任為司鐸級樞機，領樹林聖安德肋堂區司鐸銜。2008年6月7日，出任宗座家庭理事會主席。於2011年1月29日，他被任命為宗座移民暨觀光理事會成員。2012年6月26日榮休。2012年9月15日出任封聖部成員，任期五年。